# Terranova Sappo Minulio
Terranova Sappo Minulio är en ort och kommun i storstadsregionen Reggio Calabria, innan 2017 provinsen Reggio Calabria, i regionen Kalabrien i Italien. Kommunen hade 521 invånare (2017).